# Román Nemzeti Könyvtár
A Román Nemzeti Könyvtár (románul: Biblioteca Națională a României) Románia legnagyobb könyvtára. A múltban a bukaresti Egyetem téren volt a székhelye a Palatul Bursei épületében. A több, mint százéves története során a könyvtár számos nevet viselt a vezető politikai ideológia függvényében. A könyvtárban tárolt gyűjtemény nagysága nagyjából 13 000 000 példányra tehető, melyet két csoportba osztanak. Egyik csoportba tartoznak a különböző könyvek és folyóiratok, míg a másik csoportban a kéziratokat, történelmi archívumokat, régi időszakos folyóiratokat, fényképeket és bélyegeket őrzik.

## Története

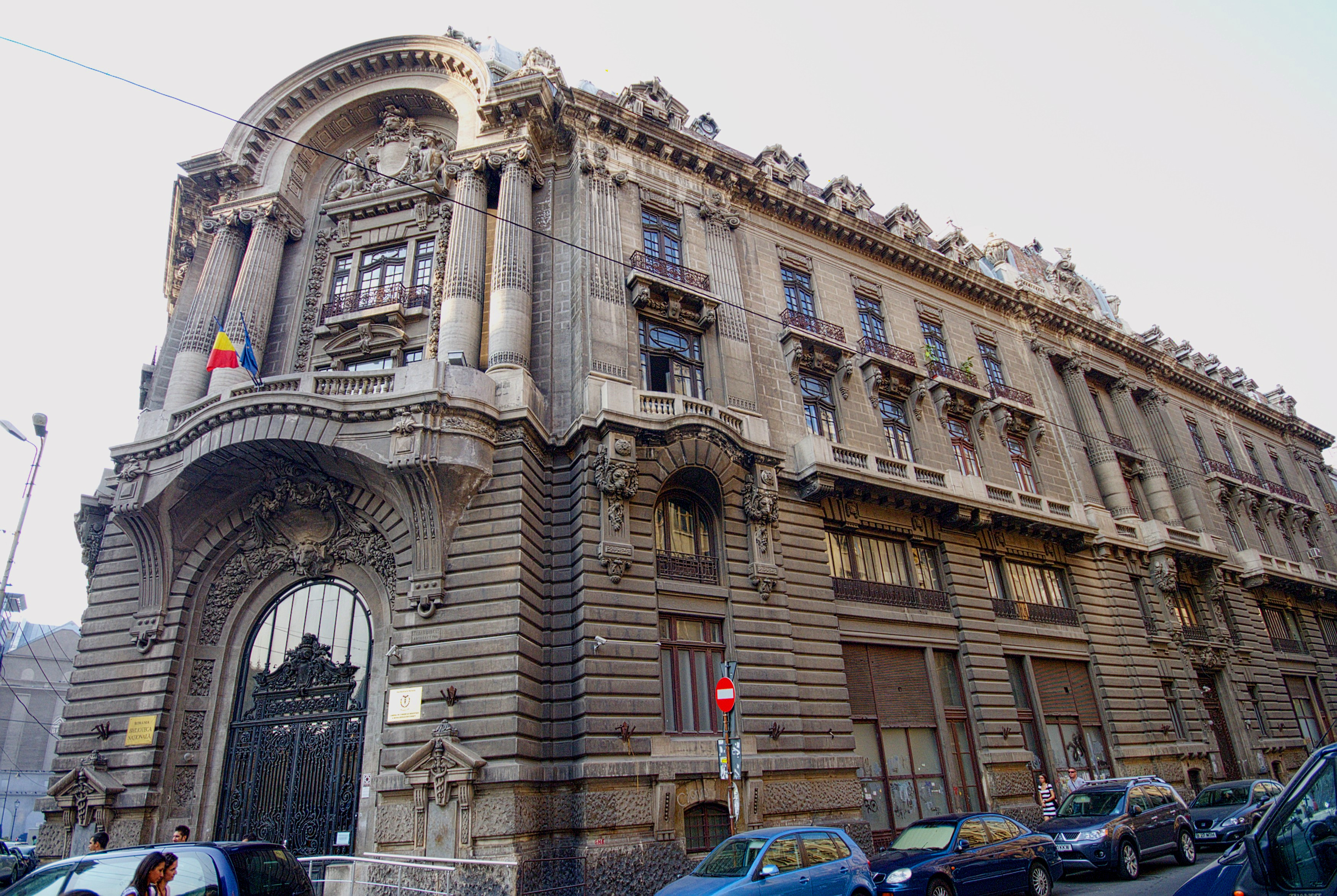
A könyvtár székhelye 2012-ig

Román történészek szerint a nemzeti könyvtár a Colegiul Național „Sfântul Sava” könyvtárából ered, mely Románia egyik legrégebbi és legkiemelkedőbb könyvtára. Az 1838-ban használatba adott könyvtárban több, mint 1000 kötethez lehetett hozzáférni. Az 1859-es egyesülést követően a nemzeti könyvtár címet kapta meg. Kezdetben Biblioteca Națională volt a neve, később Biblioteca Centralănak nevezték el.
1864-ben a Biblioteca Centrală a Statului (Román Állam Központi Könyvtára) nevet kapta, melyet 1901-ig viselt, azonban 1901-ben a könyvtárat megszüntették, köteteit a Román Akadémia könyvtárába szállították, és itt őrizték 1955-ig, amikor azonban újra megnyitották a könyvtárat, ismét Biblioteca Centrală de Stat név alatt, és Románia fő könyvtárává vált. Az 1989-es rendszerváltást követően, 1990 januárjában a könyvtár a Biblioteca Națională a României (Román Nemzeti Könyvtár vagy Románia Nemzeti Könyvtára) nevet vette fel.

## Központi épület
A jelenlegi központi épületet 1986-ban kezdték el építeni, azonban a kommunista diktátor bukását követően a munkálatokat felfüggesztették. 2006-ban a Művelődésügyi Minisztérium úgy döntött, hogy az épületet befejezik, és nemcsak a könyvtár székhelyeként képzelték el, hanem kulturális központként is. A munkálatokat 2009-ben kezdték meg, majd azok befejeztével a könyvtár 2012. április 23-án nyílt meg.

## Statisztikák
- 13 000 000 példány
- 162 ősnyomtatvány
- 20 054 régi román és külföldi könyv
- 10 964 ritka román és külföldi könyv
- 29 350 audiovizuális dokumentum
- 36 759 régi és új kézirat
- 47 745 sorozat
- több, mint 800 nyomtatvány, újság
- 70 000 eredeti fénykép
- 14 olvasóterem

## Fordítás
- Ez a szócikk részben vagy egészben  a   Biblioteca Națională a României című román Wikipédia-szócikk ezen változatának fordításán alapul.  Az eredeti cikk szerkesztőit annak laptörténete sorolja fel. Ez a jelzés csupán a megfogalmazás eredetét és a szerzői jogokat jelzi, nem szolgál a cikkben szereplő információk forrásmegjelöléseként.
- Ez a szócikk részben vagy egészben  a   National Library of Romania című angol Wikipédia-szócikk ezen változatának fordításán alapul.  Az eredeti cikk szerkesztőit annak laptörténete sorolja fel. Ez a jelzés csupán a megfogalmazás eredetét és a szerzői jogokat jelzi, nem szolgál a cikkben szereplő információk forrásmegjelöléseként.